# Α.Ο. Amyntas
El  AO Amyntas (en griego: Αθλητικός Όμιλος Αμύντας Δάφνης Υμηττού) es un equipo de baloncesto griego con sede en Dafni-Ymittos, en la Periferia de Ática, que disputa la A2 Ethniki, la segunda división del baloncesto heleno. Fue fundado en 1950. Disputa sus partidos en el Dafni Indoor Hall, con capacidad para 1200 espectadores.
El nombre del club proviene del padre de Filipo II de Macedonia y abuelo de Alejandro Magno, Amintas III de Macedonia.

## Historia
El club comenzó a forjarse a finales de 1948, formado por un grupo de jugadores descontentos de la Hermandad Cristiana de Jóvenes de Atenas. Su primera denominación fue la de Leonts, pero los aficionados pensaron que no se trataba de un nuevo equipo, ya que el nombre podía hacer referencia al antiguo club, que fue apodado Leo, por lo que se cambió el nombre por el del rey Amyntas.
En 1952 comenzó su participación en competiciones nacionales, jugando en la tercera división griega. En el año 2010 se fusionaron con el AO Dafni y disputaron una temporada en la A2 Ethniki, pero tras la misma los clubes volvieron a separarse. Tras varios años de ascensos y descensos, en 2016 regresaron al segundo nivel del balnocesto griego, tras acabar terceros del grupo B de la B Ethniki.